# Areyonga

sS
Areyonga – miasto w Australii, w Terytorium Północnym.